# Cheiromeles
Cheiromeles és un gènere de ratpenats de la família dels molòssids que es troba a les Filipines, Sulawesi, Malàisia, Sumatra, Java i Borneo.

## Taxonomia
- Ratpenat glabre de Sulawesi (Cheiromeles parvidens)
- Ratpenat glabre malai (Cheiromeles torquatus)